# 原島知行
原島 知行（はらしま ともゆき、1989年1月22日 - ）は、日本のラグビー選手。

## プロフィール
- 東京都出身[1]。
- ポジションはフランカー(FL)。
- 身長 180cm、体重 90kg
- ニックネームはtomo[2]。
- ７人制日本選抜に選ばれたことがある[3]。

## 略歴
2007年、桐蔭学園高校卒業後、法政大学に入る。
2011年、法政大学卒業後、ホンダヒートに加入。
2012年1月15日に行われたジャパンラグビートップリーグ第10節の神戸製鋼コベルコスティーラーズ戦に途中出場で公式戦初出場を果たした。
2018年、ホンダヒートを退団した。